# Parasitiformes
I Parasitiformes sono un superordine di Aracnidi, costituenti uno dei due gruppi principali del gruppo polifiletico Acarina, insieme agli Acariformes. Parasitiformes è stato, a volte, classificato al rango di ordine o sottordine.
Non è certo se i Parasitiformes e gli Acariformes siano strettamente correlati, e in molte analisi vengono rappresentati più strettamente correlati ad altri aracnidi. Tra i membri più noti del gruppo ci sono le zecche, anche se i Mesostigmata sono di gran lunga il gruppo più diversificato, con oltre 8000 specie descritte, tra cui specie economicamente importanti come Varroa destructor.

## Tassonomia
Il superordine include i seguenti ordini:
- Holothyrida
- Ixodida (zecche)
- Mesostigmata
- Opilioacarida